# چارلز استانهوپ، سومین ارل هرینگتون
چارلز استانهوپ، سومین ارل هرینگتون (انگلیسی: Charles Stanhope, 3rd Earl of Harrington; ۱۷ مارس ۱۷۵۳ – ۵ سپتامبر ۱۸۲۹) سرباز و سیاست‌مدار اهل پادشاهی بریتانیای کبیر بود.